# Örhammaren
Örhammaren är en sjö i Flens kommun i Södermanland och ingår i Nyköpingsåns huvudavrinningsområde. Sjön har en area på 0,667 kvadratkilometer och ligger 43,6 meter över havet. Sjön avvattnas av vattendraget Rökärrsån.

## Delavrinningsområde
Örhammaren ingår i det delavrinningsområde (655741-154551) som SMHI kallar för Utloppet av Örhammaren. Medelhöjden är 58 meter över havet och ytan är 12,67 kvadratkilometer. Det finns inga avrinningsområden uppströms utan avrinningsområdet är högsta punkten. Skebokvarnsån som avvattnar avrinningsområdet har biflödesordning 3, vilket innebär att vattnet flödar genom totalt 3 vattendrag innan det når havet efter 83 kilometer. Avrinningsområdet består mestadels av skog (84 procent). Avrinningsområdet har 0,86 kvadratkilometer vattenytor vilket ger det en sjöprocent på 6,8 procent.